# Jason Bonham
Jason John Bonham (Dudley, West Midlands, Nagy-Britannia, 1966. július 15. –) angol hard rock, blues rock, heavy metal zenész. Bonham a Led Zeppelin egykori dobosa, John Bonham és Patricia "Pat" Bonham (született Phillips) fiaként lett ismert. Édesapja 1980 szeptemberében bekövetkezett halálát követően számos alkalommal lépett fel őt helyettesítve a Led Zeppelin zenekarral, közöttük az Ahmet Ertegün emlékkoncerten is a O2 Arénában Londonban, 2007-ben.

## Pályája
Bonham négyévesen kezdett dobolni, és apja mellett még kisgyermekként szerepelt a Led Zeppelin The Song Remains the Same című koncertfilmjében is. 17 évesen már az első együttesével, az Airrace-szel lépett fel. 1985-ben pedig Virginia Wolf két albumán és koncertturnéján dolgozott.
1988-ban közreműködött az egykori Led Zeppelin gitáros, Jimmy Page Outrider albumán és koncertturnéján. Még ez év májusában a három még élő Led Zeppelin tag mellett Bonham az Atlantic Records fennállásának 40. évfordulójának ünnepi koncertjén lépett fel New Yorkban.
1989 augusztusában számos amerikai sztáregyüttesek mellett fellépett a "szovjet Woodstock" néven is emlegetett Moszkvai Békefesztiválon. Ebben az évben alakította meg saját zenekarát Bonham néven, mely Zeppelin-hangzású első dala, a The Disregard of Timekeeping felkerült a slágerlistákra. A következő albumuk, az 1992-ben megjelent Mad Hatter közepes sikere után a banda feloszlott és Bonham időszakosan lépett fel, vendégelőadóként. Paul Rodgers Grammy-díjra jelölt Muddy Water Blues projektjében is dobolt.
Egy évvel később Slash és Paul Rodgers mellett lépett fel 1994-ben a Woodstock II-n. Bonham Motherland néven formálta át zenekarát, és Marti Frederiksennel közösen 1994-ben Peace 4 Me címmel dobták piacra új lemezüket.
1995-ben Rock and Roll Hall of Fame-be, azaz a rock and roll dicsőségének csarnokába került a Led Zeppelin. A díjátadón Jason és testvére Zoe képviselte édesapjukat. Bonham hamarosan új projektbe kezdett, In the Name of My Father - The Zepset címmel. Az albumon Led Zeppelin átdolgozások hallhatóak a The Jason Bonham Band előadásában, a legendás zenekar és Bonham édesapja előtt tisztelegve. Az album eladásaiból befolyt bevételt jótékony célra fordították. A lemezt a „When You See the Sun” című korong követte.
Nagynénje, Debbie Bonham albumát és koncertkörútját követően Jason Bonham-et felkérték, hogy a hard rock banda, az UFO dobosaként zenéljen.
Jason Bonham a 2001-ben mozikba került Rocksztár (Rock Star) című filmben is megjelent A.C.-ként, a Steel Dragon dobosaként olyan zenészek mellett, mint Zakk Wylde, Jeff Pilson, Myles Kennedy, Jeff Scott Soto, Brian Vander Ark, Blas Elias és Nick Catanese. A film zenéjének elkészítésében is közreműködött.
Bonham a VH1 televíziós csatorna valóságshow-jában a Supergroup-ban Ted Nugent, Evan Seinfeld (Biohazard), Sebastian Bach (Skid Row), és Scott Ian (Anthrax) mellett 2006 májusában tűnt fel a képernyőn. A zenészek Damnocracy néven alapítottak együttest a műsorban. 12 napra voltak összezárva egy las vegasi villában, ahol dalokat szereztek együtt.
Jason 2004–2008 között a Foreigner-ben dobolt, majd 2009-től az együttes 2013-as felbomlásáig a Black Country Communion tagja volt.
2010-ben Bonham megalapította a Jason Bonham's Led Zeppelin Experience formációt, édesapja egykori zenekara előtt tisztelegve és akikkel 2011-ben világkörüli koncertkörútra indult. 2012-ben decemberében a Kennedy Center Led Zeppelin emlékestjén, melyen a még élő Led Zeppelin tagok mellett Barack Obama amerikai elnök is részt vett, a Stairway to Heaven című dalban a Heart együttessel közreműködve tisztelgett a legendás zenekar előtt.
2013-ban új rock bandával, a California Breeddel robbant be a rock zenei életbe, a fiatal gitáros Andrew Watt mellett. 2014-ben Sammy Hagar csapatához, a The Circle-hez csatlakozott

## Magánélete
1990. április 28-án megnősült, felesége Jan Charteris. Az esküvőt Stone-ban(Kidderminster, Anglia) tartották, és Jimmy Page, Robert Plant és John Paul Jones is fellépett. Bonhamnek két gyermeke született: Jager és Jaz.